# Saint-Lambert-et-Mont-de-Jeux
Saint-Lambert-et-Mont-de-Jeux est une commune française, située dans le département des Ardennes en région Grand Est.

## Géographie
| Charbogne | Suzanne                       | Lametz          |
|           | Saint-Lambert-et-Mont-de Jeux | Semuy           |
| Attigny   |                               | Rilly-sur-Aisne |

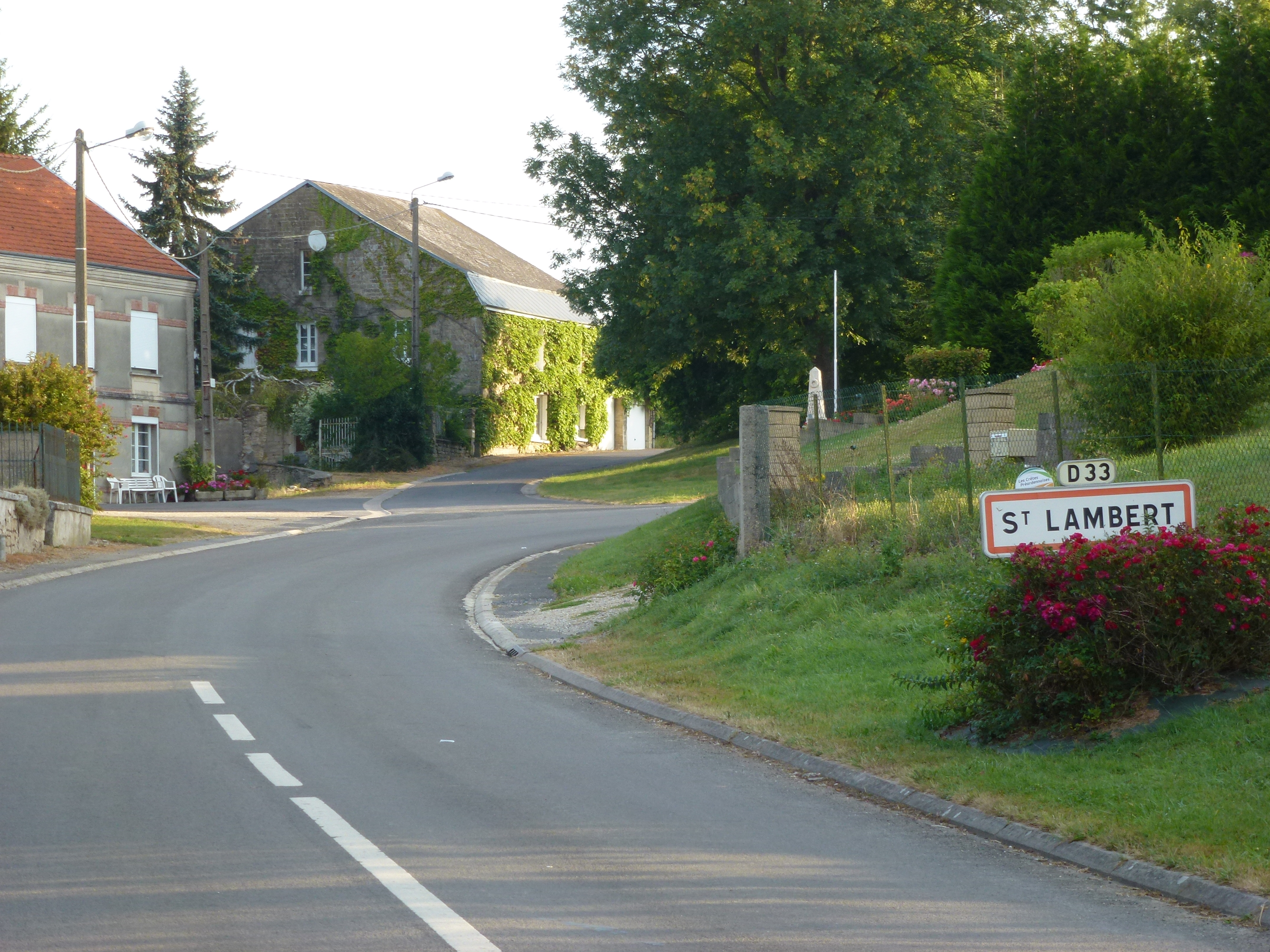
Entrée de Saint-Lambert.

La commune est issue de la fusion, en 1828, de deux anciennes communes : Saint-Lambert, d'une part, et Le Mont-de-Jeux, d'autre part ; les deux agglomérations sont distantes de 2,5 kilomètres. Saint-Lambert est situé à quelques kilomètres de l'Aisne et Mont-de-Jeux au bord de l'Aisne. Depuis le village du Mont-de-Jeux, on peut observer un  panorama caractéristique de la vallée de l'Aisne.

### Hydrographie
La commune est dans la région hydrographique « la Seine du confluent de l'Oise (inclus) à l'embouchure » au sein du bassin Seine-Normandie. Elle est drainée par l'Aisne, le ruisseau de Saint-Lambert, le ruisseau de Saint-Lambert, le ruisseau de Nabion et divers autres petits cours d'eau,.
L'Aisne est un  cours d'eau naturel navigable de 256 km de longueur, traversant les cinq départements Meuse, Marne, Ardennes, Aisne, Oise. Elle est un affluent de rive gauche de l'Oise, ce qui fait d'elle un sous-affluent de la Seine. Elle coule d'est en ouestsur une longueur d'environ 3 km et constitue la limite séparative sud de la commune.
Le ruisseau de Saint-Lambert, d'une longueur de 21 km, prend sa source dans la commune de Baâlon et se jette  dans l'Aisne à Attigny, après avoir traversé neuf communes.

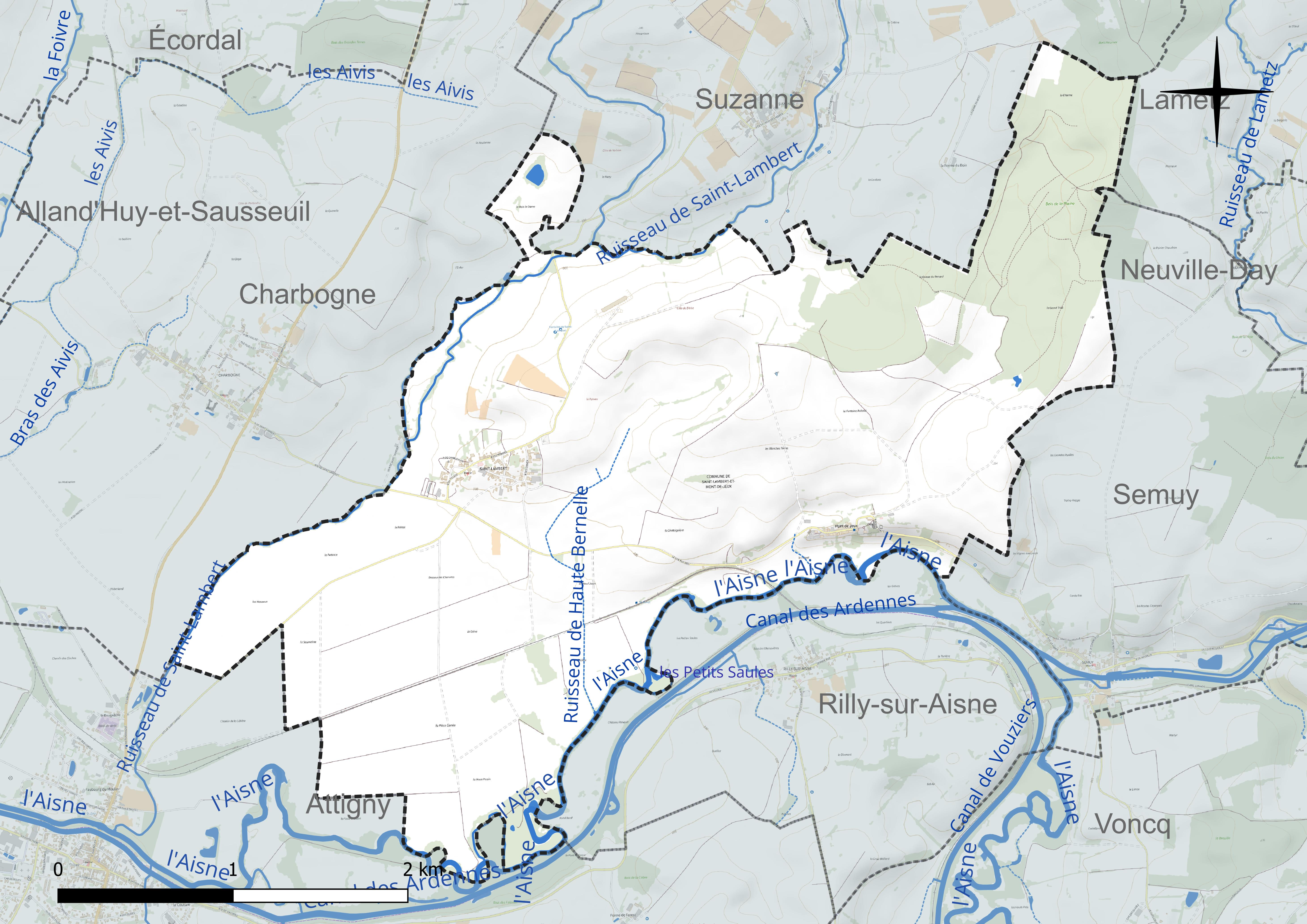
Réseau hydrographique de Saint-Lambert-et-Mont-de-Jeux.

Deux plans d'eau complètent le réseau hydrographique : les Petits Saules, d'une superficie totale de 0,6 ha (0,4 ha sur la commune) et Rivière l'Aisne, d'une superficie totale de 0,3 ha (0,1 ha sur la commune),.

### Climat
Pour des articles plus généraux, voir Climat du Grand Est et Climat des Ardennes.
En 2010, le climat de la commune est de type climat océanique dégradé des plaines du Centre et du Nord, selon une étude du Centre national de la recherche scientifique s'appuyant sur une série de données couvrant la période 1971-2000. En 2020, Météo-France publie une typologie des climats de la France métropolitaine dans laquelle la commune est exposée à un climat océanique altéré et est dans la région climatique Nord-est du bassin Parisien, caractérisée par un ensoleillement médiocre, une pluviométrie moyenne régulièrement répartie au cours de l’année et un hiver froid (3 °C).
Pour la période 1971-2000, la température annuelle moyenne est de 10 °C, avec une amplitude thermique annuelle de 15,6 °C. Le cumul annuel moyen de précipitations est de 807 mm, avec 12,6 jours de précipitations en janvier et 8,9 jours en juillet. Pour la période 1991-2020, la température moyenne annuelle observée sur la station météorologique de Météo-France la plus proche, « Saulces-Champenoises », sur la commune de Saulces-Champenoises à 9 km à vol d'oiseau, est de 11,0 °C et le cumul annuel moyen de précipitations est de 691,6 mm. 
La température maximale relevée sur cette station est de 41,1 °C, atteinte le 25 juillet 2019 ; la température minimale est de −13,9 °C, atteinte le 7 février 2012,,.
Les paramètres climatiques de la commune ont été estimés pour le milieu du siècle (2041-2070) selon différents scénarios d'émission de gaz à effet de serre à partir des nouvelles projections climatiques de référence DRIAS-2020. Ils sont consultables sur un site dédié publié par Météo-France en novembre 2022.

## Urbanisme

### Typologie
Au 1er janvier 2024, Saint-Lambert-et-Mont-de-Jeux est catégorisée commune rurale à habitat très dispersé, selon la nouvelle grille communale de densité à 7 niveaux définie par l'Insee en 2022.
Elle est située hors unité urbaine et hors attraction des villes,.

### Occupation des sols
L'occupation des sols de la commune, telle qu'elle ressort de la base de données européenne d’occupation biophysique des sols Corine Land Cover (CLC), est marquée par l'importance des territoires agricoles (85,1 % en 2018), une proportion sensiblement équivalente à celle de 1990 (84,7 %). La répartition détaillée en 2018 est la suivante : 
terres arables (66,1 %), prairies (16,6 %), forêts (14,9 %), zones agricoles hétérogènes (2,4 %). L'évolution de l’occupation des sols de la commune et de ses infrastructures peut être observée sur les différentes représentations cartographiques du territoire : la carte de Cassini (XVIIIe siècle), la carte d'état-major (1820-1866) et les cartes ou photos aériennes de l'IGN pour la période actuelle (1950 à aujourd'hui).

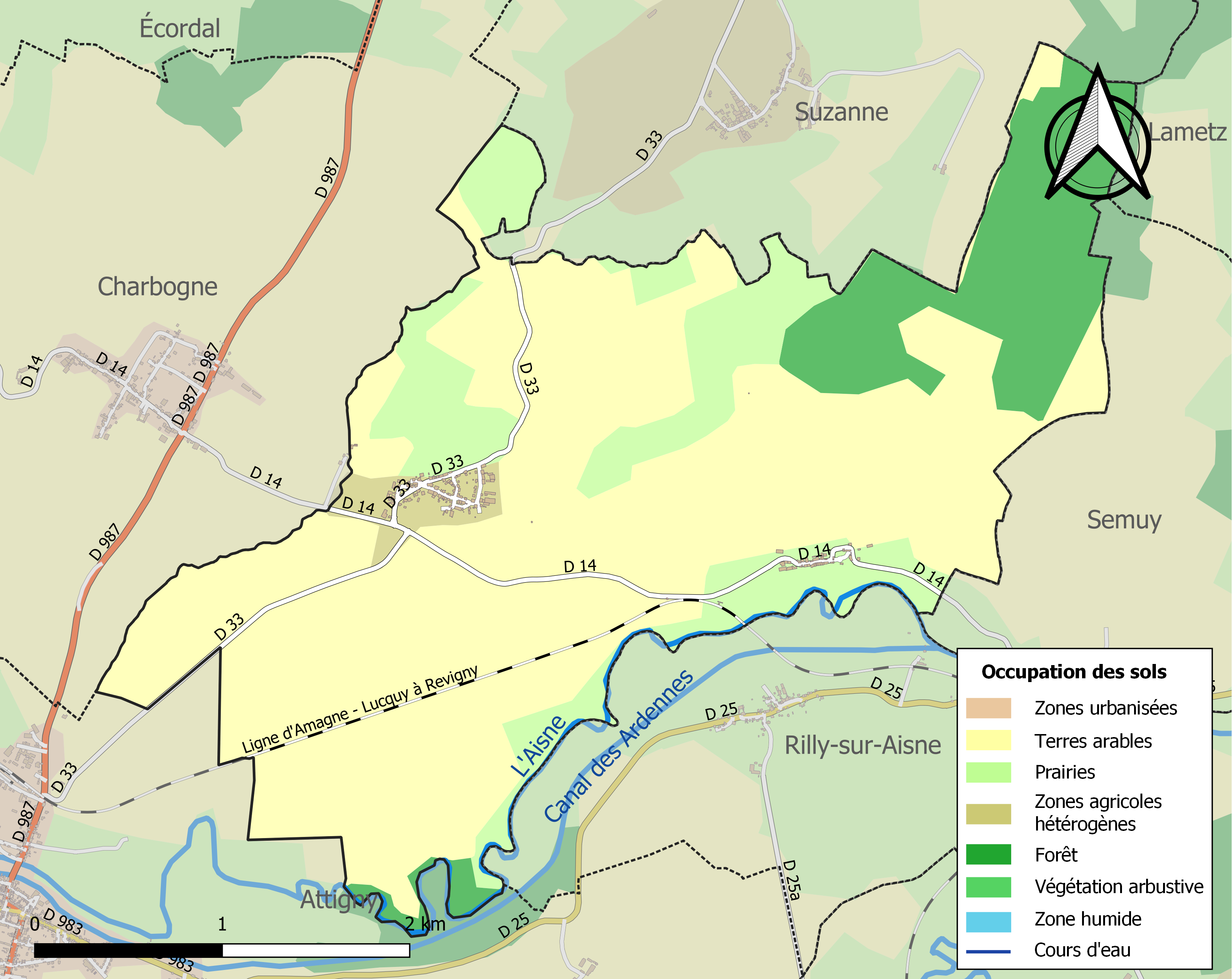
Carte des infrastructures et de l'occupation des sols de la commune en 2018 (CLC).

## Toponymie
Saint-Lambert est attesté sous la forme Sanctus Lambertus en 1226.

Saint-Lambert est un hagiotoponyme qui fait référence à Lambert de Maastricht, l'église de la commune lui est dédiée.
Mont-de-Jeux ( Jeux signifie ici « Juifs » ). La « Rue des Juifs » existe encore dans la Commune.

## Politique et administration
| Période                                  | Période    | Identité             | Étiquette | Qualité |
| ---------------------------------------- | ---------- | -------------------- | --------- | ------- |
| avant 1875                               | après 1876 | Desmont              |           |         |
| avant 1988                               | ?          | Jean-Marie Guillaume | DVD       |         |
| mars 2001                                | mars 2008  | Roger Gillet         |           |         |
| mars 2008                                | juin 2020  | Sylvie Gallois       |           |         |
| juin 2020                                | En cours   | Philippe Liegeart    |           |         |
| Les données manquantes sont à compléter. |            |                      |           |         |

## Démographie
L'évolution du nombre d'habitants est connue à travers les recensements de la population effectués dans la commune depuis 1793. Pour les communes de moins de 10 000 habitants, une enquête de recensement portant sur toute la population est réalisée tous les cinq ans, les populations de référence des années intermédiaires étant quant à elles estimées par interpolation ou extrapolation. Pour la commune, le premier recensement exhaustif entrant dans le cadre du nouveau dispositif a été réalisé en 2007.

En 2022, la commune comptait 130 habitants, en évolution de −9,72 % par rapport à 2016 (Ardennes : −2,97 %, France hors Mayotte : +2,11 %).
| 1793 | 1800 | 1806 | 1821 | 1831 | 1836 | 1841 | 1846 | 1851 |
| ---- | ---- | ---- | ---- | ---- | ---- | ---- | ---- | ---- |
| 540  | 361  | 364  | 493  | 647  | 625  | 613  | 611  | 607  |

| 1866 | 1872 | 1876 | 1881 | 1886 | 1891 | 1896 | 1901 | 1906 |
| ---- | ---- | ---- | ---- | ---- | ---- | ---- | ---- | ---- |
| 577  | 509  | 510  | 477  | 472  | 446  | 419  | 419  | 392  |

| 1911 | 1921 | 1926 | 1931 | 1936 | 1946 | 1954 | 1962 | 1968 |
| ---- | ---- | ---- | ---- | ---- | ---- | ---- | ---- | ---- |
| 360  | 296  | 297  | 270  | 263  | 225  | 231  | 221  | 230  |

| 1975 | 1982 | 1990 | 1999 | 2006 | 2007 | 2012 | 2017 | 2022 |
| ---- | ---- | ---- | ---- | ---- | ---- | ---- | ---- | ---- |
| 210  | 192  | 180  | 185  | 187  | 187  | 152  | 145  | 130  |

## Lieux et monuments
- Église de Saint-Lambert
- Église de Mont-de-Jeux

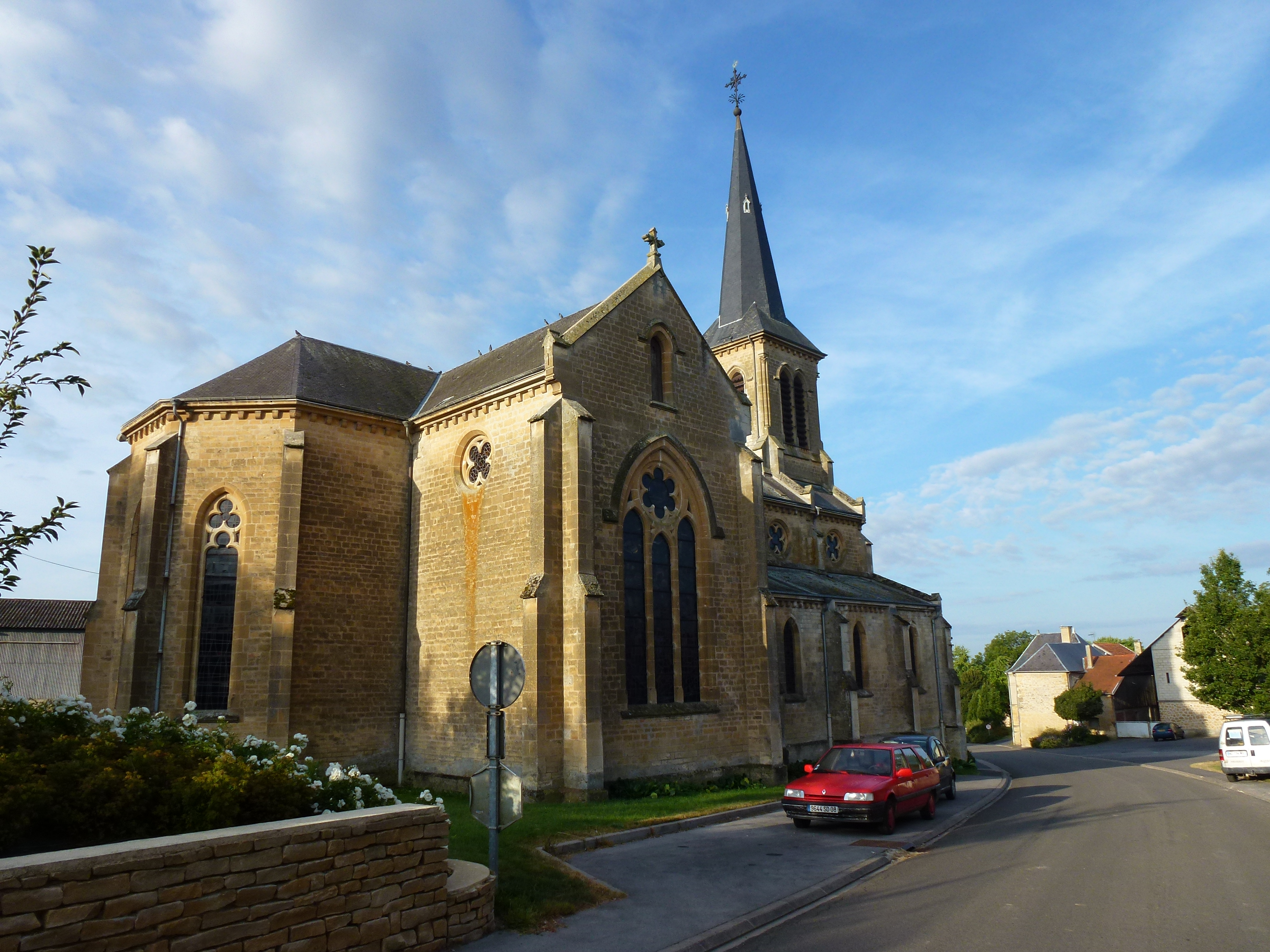
Église de Saint-Lambert.
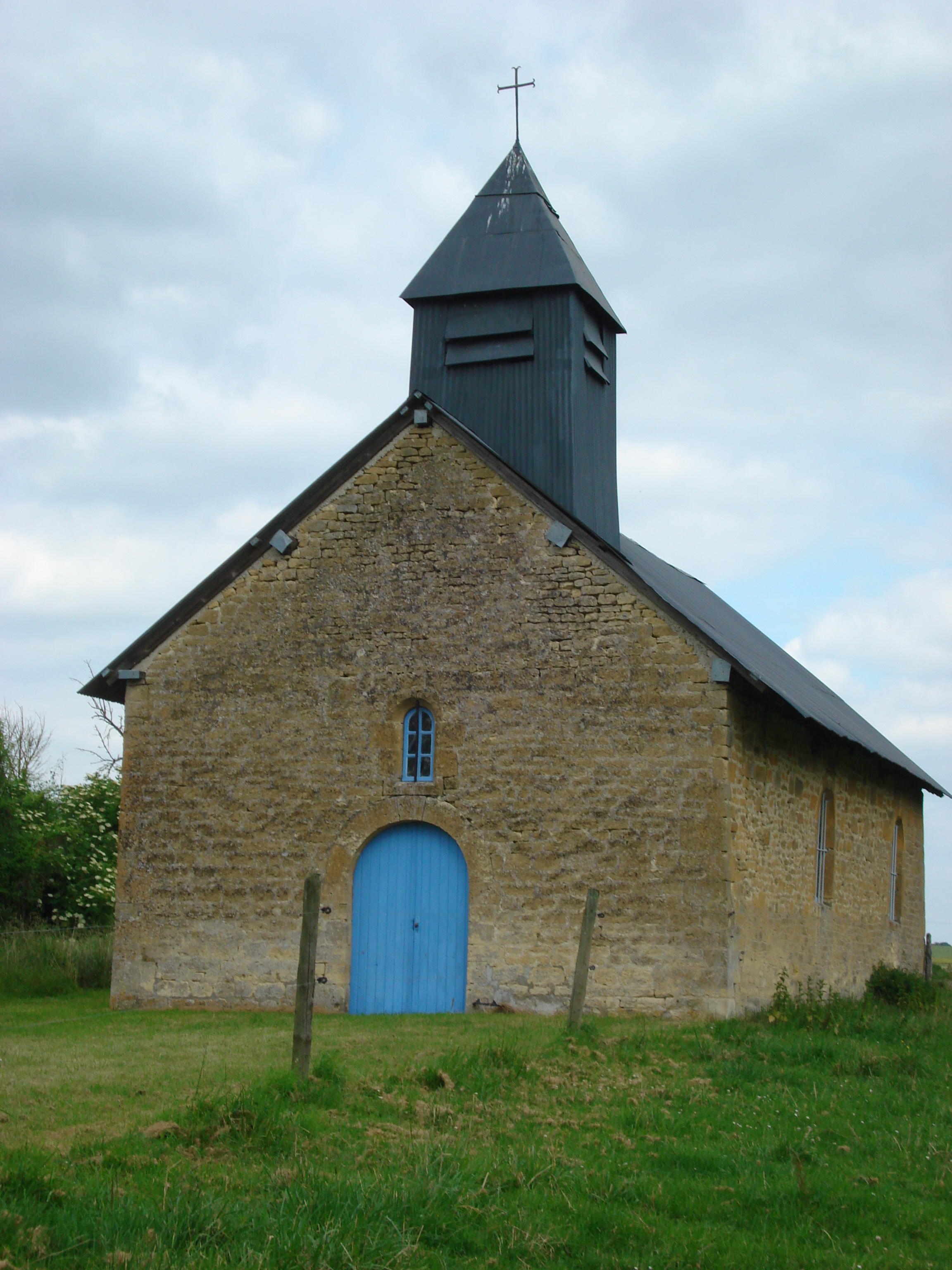
Église de Mont-de-Jeux.

- Depuis le village du Mont-de-Jeux, un point de vue exceptionnel sur la vallée de l'Aisne permet d'apercevoir Rilly-sur-Aisne et Voncq.
- Aux portes de la cour du château du petit village de Mont-de-Jeux, on remarquera la maison de l'écrivain André Dhôtel (1900-1991) qui a, dans nombre de ses romans, chanté les beautés de sa région (ce que l'on appelle le Dhôtelland).

## Personnalités liées à la commune
- Jean de Schulemberg (1597-1671), comte de Montdejeu, maréchal de France.
- André Dhôtel.

## Héraldique
| Armes de Saint-Lambert-et-Mont-de-Jeux | Les armes de Saint-Lambert-et-Mont-de-Jeux se blasonnent ainsi : D’azur au pal d’argent chargé d’une ancre de sable, accosté de deux épées aussi d’argent garnies d’or, au chef cousu de gueules chargé d’un léopard aussi d’or. |

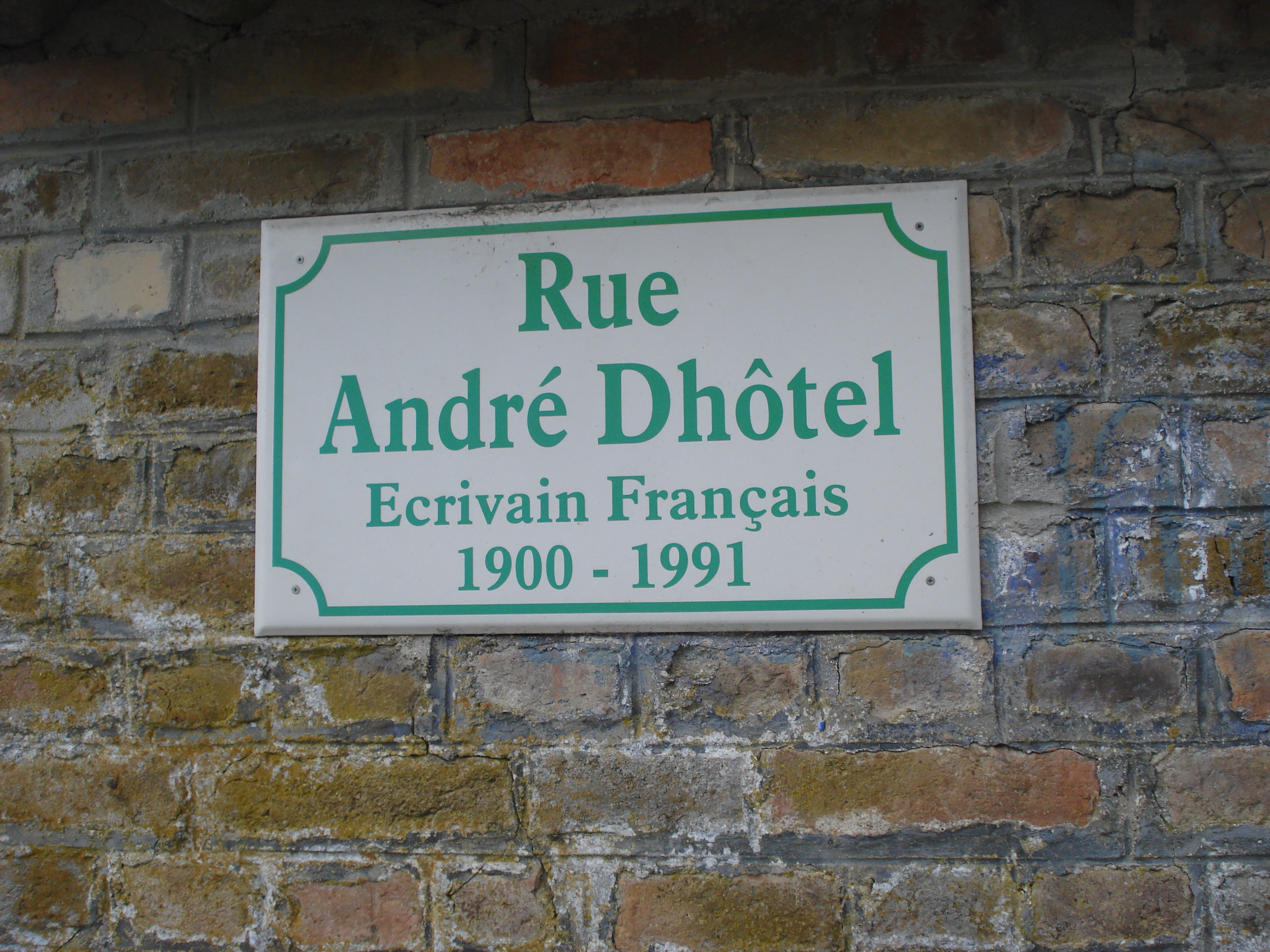
La rue principale de Mont-de-Jeux porte le nom d'André Dhôtel.
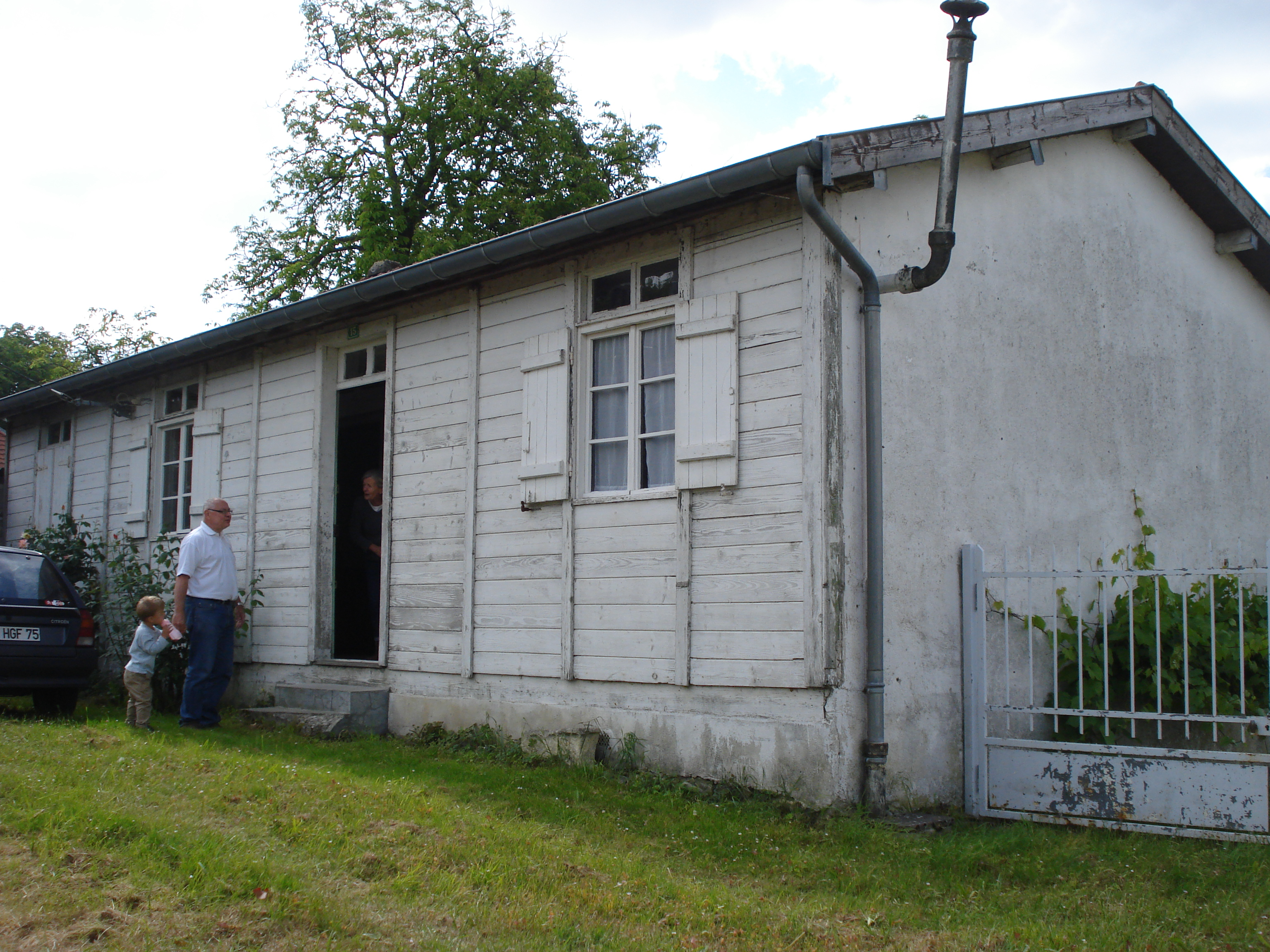
La maison d'André Dhôtel à Mont-de-Jeux.
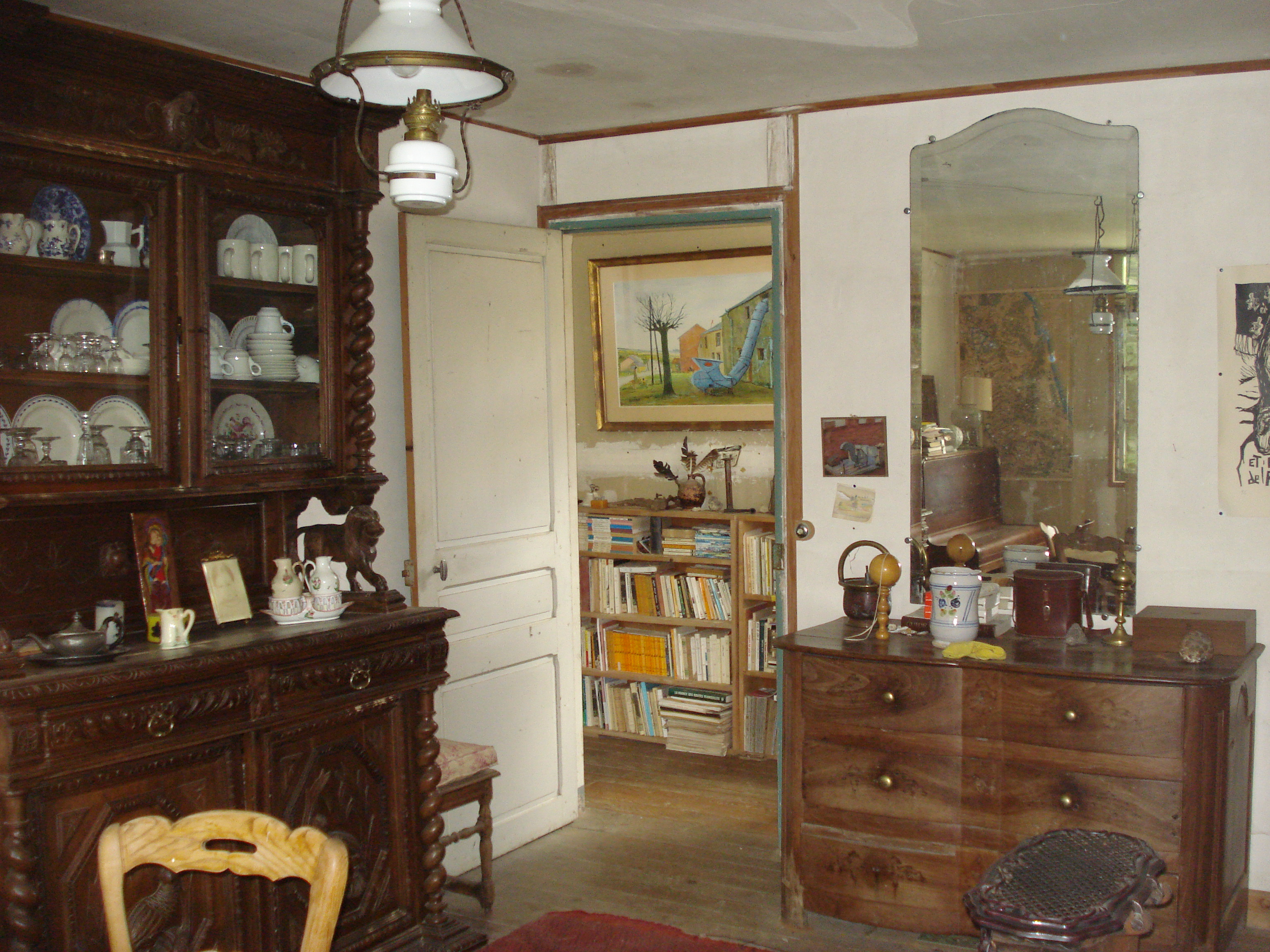
Salon de la maison d'André Dhôtel à Mont-de-Jeux.
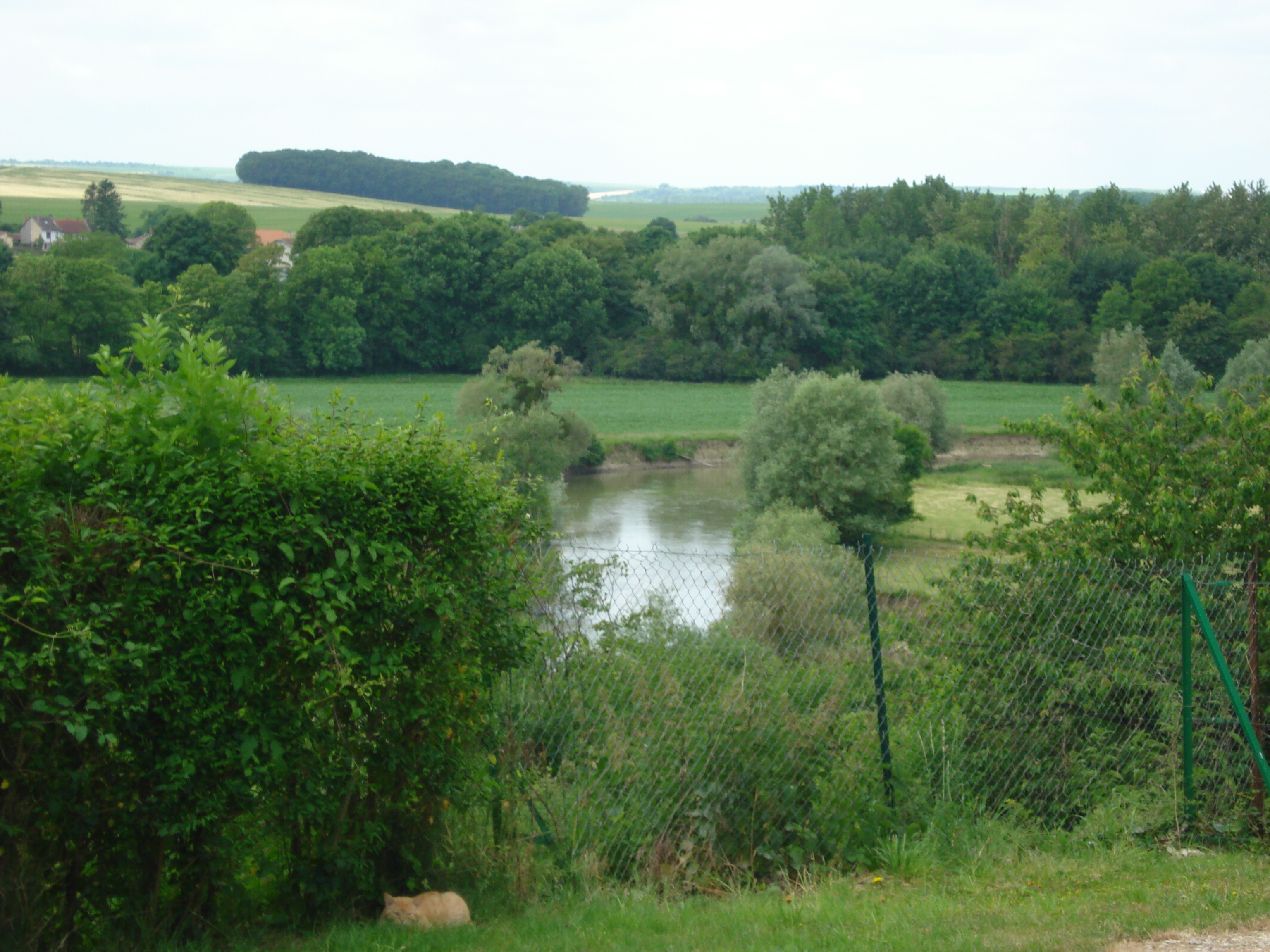
Vue de l'Aisne et de sa vallée depuis le jardin de la maison d'André Dhôtel.